# Avallon
Avallon – miejscowość i gmina we Francji, w regionie Burgundia-Franche-Comté, w departamencie Yonne; siedziba podprefektury departamentu.
Według danych na rok 1990 gminę zamieszkiwało 8617 osób, a gęstość zaludnienia wynosiła 322 osoby/km² (wśród 2044 gmin Burgundii Avallon plasuje się na 20. miejscu pod względem liczby ludności, natomiast pod względem powierzchni na miejscu 238.).

## Współpraca
Miejscowość partnerska:
- Pepinster, Belgia